# رمان
الرمان أو رمان كثير البذور (الاسم العلمي: Punica granatum) فاكهة خريفية مفيدة صحياً، وزهورها تسمى جُلَّنَار بضم حرف الجيم، وهي كلمة فارسية معربة.
أُدخل إلى أمريكا الإسبانية في أواخر القرن السادس عشر وإلى كاليفورنيا من قبل المستوطنين الإسبان في عام 1769.  يُزرع على نطاق واسع في جميع أنحاء غرب آسيا ومنطقة القوقاز وجنوب آسيا وآسيا الوسطى وشمال أفريقيا الاستوائية والأجزاء الأكثر جفافًا في جنوب شرق آسيا وحوض البحر الأبيض المتوسط .  يأتي موسم الفاكهة عادة في نصف الكرة الشمالي من سبتمبر إلى فبراير، وفي نصف الكرة الجنوبي من مارس إلى مايو.  

## أصل الأسم
الأسم الإنجليزي للرمان (Pomegranate) مشتق من الكلمة اللاتينية pōmum في العصور الوسطى التفاح grānātum 'مُبْذَر'.  وقد يكون مشتقًا من الكلمة الفرنسية القديمة للرمان، pomme-grenade. كان الرمان معروفًا في اللغة الإنجليزية المبكرة باسم تفاحة غرينادا - وهو مصطلح لا يزال موجودًا اليوم فقط في الشعارات الملكية. هذا هو أصل الكلمة الشعبية، حيث يُخلط بين الكلمة اللاتينية granatus واسم مدينة غرناطة الإسبانية، والتي اشتُقت من كلمة عربية غير ذات صلة. 
يشتق أسم العقيق (Garnet) من الكلمة الفرنسية القديمة grenat بقلب مكاني، من اللاتينية في العصور الوسطى granatum كما تستخدم بمعنى مختلف "اللون الأحمر الداكن". ربما نشأ هذا الاشتقاق من pomum granatum ، الذي يصف لون لب الرمان، أو من granum، الذي يشير إلى "الصبغة الحمراء، القرمزية ". 

## وصف
الرمان عبارة عن شجيرة أو شجرة صغيرة يصل ارتفاعها 5 إلى 10 م (16 إلى 33 قدم) ولها فروع شوكية متعددة. إنها تعيش لفترة طويلة، حيث أن بعض العينات في فرنسا بقيت على قيد الحياة لمدة 200 عام.  أوراق P. granatum متقابلة أو شبه متقابلة، لامعة، ضيقة، مستطيلة الشكل، كاملة،3–7 سـم (1.2–2.8 بوصة) طويلة و2 سـم (0.79 بوصة) واسعة. الزهور حمراء زاهية و3 سـم (1.2 بوصة) في القطر، مع ثلاث إلى سبع بتلات.  يتم زراعة بعض الأصناف غير المثمرة من أجل الزهور فقط. 

### الثمرة
الرمان عبارة عن جنيبة أو شجرة صغيرة يصل ارتفاعها 5 إلى 10 م (16 إلى 33 قدم) ولها فروع شوكية متعددة.يعيش الرمان لفترة طويلة، حيث أن بعض العينات في فرنسا بقيت على قيد الحياة لمدة 200 عام.  أوراق P. granatum متقابلة أو شبه متقابلة، لامعة، ضيقة، مستطيلة الشكل، كاملة،طولها 3–7 سـم (1.2–2.8 بوصة) وعرضها 2 سـم (0.79 بوصة). الزهور حمراء زاهية وقطرها 3 سـم (1.2 بوصة)، مع ثلاث إلى سبع بتلات.  تُزرع بعض الأصناف غير المثمرة من أجل الزهور فقط. 
قشرة ثمرة الرمان ذات لون أحمر-أرجواني مع غلاف خارجي صلب، وطبقة متوسطة إسفنجية داخلية (البياض)، والتي يتكون منها الجدار الداخلي للثمرة حيث تلتصق البذور.  تُنظم أغشية الغلاف الخارجي للثمرة على شكل حجرات غير متماثلة تحتوي على بذور مدمجة دون الالتصاق بالغلاف الخارجي للثمرة.  تتميز بذور الرمان بوجود غلاف بذور لحمي سميك مشتق من أغلفة أو طبقات خارجية من خلايا البشرة في البويضة. يمكن أن يتراوح عدد البذور في ثمرة الرمان من 200 إلى حوالي 1400 بذرة. 
نباتيًا، الثمرة عبارة عن ثمرة لبية تحتوي على بذور صالحة للأكل ولب يُنتج من مبيض زهرة واحدة.  الثمرة متوسطة الحجم بين الليمون والجريب فروت، بقطر 5–12 سـم (2–4 1⁄2 بوصة) ولها شكل دائري وقشرة سميكة حمراء اللون. 
يُنتج عصير الرمان في الثمار الناضجة عن طريق ضغط البذور، وتكون نكهته حامضة ولاذعة بسبب انخفاض الرقم الهيدروجيني (4.4) والمحتوى العالي من متعدد الفينول،  مما قد يسبب بقع حمراء لا تمحى على الأقمشة.  تنتج صبغة عصير الرمان في المقام الأول من وجود الأنثوسيان والإيلاجيتانين .  

## الزراعة
يُزرع P. granatum للحصول على محصوله من الخضروات، وكأشجار وشجيرات زينة في المتنزهات والحدائق. يمكن للعينات الناضجة أن تطور لحاءًا ملتويًا منحوتًا وجذوعًا متعددة وشكلًا عامًا مميزًا. الرمان مقاوم للجفاف، ويمكن زراعته في المناطق الجافة سواء في مناخ البحر الأبيض المتوسط الشتوي أو في مناخات الأمطار الصيفية. في المناطق الرطبة، يمكن أن يكون عرضة لتعفن الجذور بسبب الأمراض الفطرية. ويمكنهم تحمل الصقيع المعتدل، حتى حوالي −12 °م (10 °ف). 

### الآفات
يمكن أن تشمل الآفات الحشرية للرمان الفراشات Virachola isocrates، و Iraota timoleon، و Deudorix epijarbas، والحشرات ذات الأقدام الورقية Leptoglossus zonatus، ، كما ينجذب ذباب الفاكهة والنمل إلى الفاكهة الناضجة غير المحصودة. 
ومنها أيضاَ:
- دودة ثمار الرمان.
- حفار ساق الرمان.
- البق الدقيقي.
- المن.
- ذبابة الرمان البيضاء.

### التكاثر
يتكاثر نبات P. granatum جنسيًا في الطبيعة ولكن يمكن إكثاره باستخدام التكاثر اللاجنسي. تشمل طرق التكاثر الترقيد ، و عُقَل الخشب الصلب، و عُقَل الخشب اللين، و زراعة الأنسجة. الشروط المطلوبة لتجذير العُقَل هي درجة حرارة دافئة، في حدود 18 - 29 درجة مئوية(65 - 85 درجة فهرنهايت)، وبيئة شبه رطبة، ويزيد هرمون الأكسين من معدل النجاح ولكنه ليس مطلوبًا.  إن عملية التطعيم ممكنة ولكنها غير عملية وتميل إلى تحقيق معدلات نجاح منخفضة.

### الأصناف
P. granatum var. نانا هو نوع قزم من P. granatum يزرع بشكل شائع كنبات زينة في الحدائق والحاويات الأكبر، ويستخدم كشجرة بونساي. ومن الممكن أن يكون شكلًا بريًا ذو أصل مميز. وقد حصلت على جائزة الاستحقاق البستاني ‏ من الجمعية الملكية للبستنة.  
النوع الآخر الوحيد في جنس الرمان هو الرمان السقطري ( P. protopunica )، وهو متوطن في أرخبيل سقطرى المكون من أربع جزر تقع في بحر العرب، وأكبر جزيرة فيها تُعرف أيضًا باسم سقطرى. هذه المنطقة جزء من اليمن. يختلف عن غيره من الأنواع بوجود أزهار وردية اللون (وليس حمراء) وفواكه أصغر وأقل حلاوة. 

### المستنبتات
يوجد أكثر من 500 مستنبت مسمى لـP. granatum ، ولكن من الواضح أن هناك الكثير من الترادفات حيث يُسمى نفس النمط الجيني بشكل مختلف عبر مناطق العالم. 
تختلف العديد من الخصائص بين جينات الرمان من حيث التعريف، وتفضيل المستهلك، والاستخدام المفضل، والتسويق، وأهمها حجم الثمرة، ولون الغلاف الخارجي (يتراوح من الأصفر إلى الأرجواني، مع كون اللون الوردي والأحمر الأكثر شيوعًا)، ولون غلاف البذور (يتراوح من الأبيض إلى الأحمر)، وصلابة البذور، والنضج، ومحتوى العصير وحموضته وحلاوته وقابضيته. 

## الإنتاج والتصدير
الدول المنتجة الرائدة على مستوى العالم هي الهند والصين، تليها إيران، وتركيا، وأفغانستان، والولايات المتحدة، والعراق، وباكستان، وسوريا، وإسبانيا.  خلال عام 2019، قامت تشيلي، وبيرو، ومصر، والهند، وتركيا بتوريد الرمان إلى السوق الأوروبية.  كانت تشيلي المورد الرئيسي لسوق الولايات المتحدة، التي لديها إمدادات محدودة من جنوب كاليفورنيا.  كانت الصين مكتفية ذاتيًا من إمدادات الرمان في عام 2019، في حين أستوردت أسواق جنوب آسيا الأخرى بشكل أساسي من الهند.  ينافس إنتاج الرمان وتصديره في جنوب أفريقيا مع شحنات أمريكا الجنوبية في الفترة 2012-2018، حيث شملت وجهات التصدير أوروبا، والشرق الأوسط، والمملكة المتحدة، وروسيا. 

## التاريخ
شجرة الرمان من الأشجار المعمرة النفضية موطنها الأصلي إيران انتشرت زراعتها في كثير من البلدان العربية لدفئها. وتنتشر زراعته في المناطق المحاذية للبحر الأبيض المتوسط . وذلك مشابه لانتشار أشجار الـزيتون ، وكذلك في اليمن ومدينة الطائف الجبلية غرب السعودية. ويعد الرمان اليمني من أجود أنواع الرمان بالعالم يليه رمان الطائف لكبر حجمه.
وتشتهر إسبانيا بزراعة الرمان والذي نقله العرب إليها منذ القدم ومنها انتقل إلى الولايات المتحدة الأمريكية.
وهناك نوعاً آخر من الرمان يزرع أشجاراً للزينة نظراً لجمال أزهاره الحمراء المتعددة البتلات. ويطلق على هذا النوع الاسم العلمي: Punica protopunica ويعتبره البعض صنفاً نباتياً يتبع نفس نوع الرمان العادي يسمى نانا Punica granatum Var. Nana.
ويُغد الرمان نباتاً أصلياً في منطقة تمتد من إيران الحديثة إلى شمال الهند.  زُرع الرمان في جميع أنحاء الشرق الأوسط، والهند، ومنطقة البحر الأبيض المتوسط منذ آلاف السنين، كما يُزرع أيضًا في وادي سنترال وفي أريزونا.    ربما دُجِّن الرمان في وقت مبكر من الألفية الخامسة قبل الميلاد، حيث كان من أوائل أشجار الفاكهة التي دُجِّنت في منطقة شرق البحر الأبيض المتوسط. 
عُثِر على القشرة الخارجية المتفحمة للفاكهة في مستويات العصر البرونزي المبكر في تل السلطان (أريحا) في الضفة الغربية، وكذلك مستويات العصر البرونزي المتأخر في مسجد لارنكا الكبير في قبرص وتيرنز . وعُثؤ على بقايا الرمان المغمورة بالمياه في حطام سفينة أولوبورون التي يعود تاريخها إلى القرن الرابع عشر قبل الميلاد قبالة سواحل تركيا.  تشمل البضائع الأخرى الموجودة على السفينة العطور، والعاج، والمجوهرات الذهبية، مما يشير إلى أن الرمان في هذا الوقت ربما كان يعتبر من السلع الفاخرة.  وقد عُثر على آثار أثرية أخرى لبقايا الرمان من العصر البرونزي المتأخر في المقام الأول في مساكن النخبة، مما يدعم هذا الاستنتاج. 
كما أنها تزرع على نطاق واسع في جنوب الصين وجنوب شرق آسيا، سواء كانت منتشرة في الأصل على طول طريق الحرير أو جلبها التجار البحريون. تشتهر قندهار في أفغانستان برمانها عالي الجودة. 
على الرغم من أنها ليست شجرة أصلية في كوريا أو اليابان، إلا أن الرمان يُزرع على نطاق واسع هناك وطُوِّرَ العديد من الأصناف. يُستخدم الرمان على نطاق واسع في صناعة البونساي بسبب أزهاره ولحاءه الملتوي غير المعتاد الذي يمكن أن تصل إليه العينات القديمة.  مصطلح "بلاوستين" (باللغة اللاتينية:Balaustinus) يستخدم أيضًا للإشارة للون الأحمر الرماني. 
قام المستعمرون الإسبان لاحقًا بإدخال الفاكهة إلى منطقة البحر الكاريبي وأمريكا ( أمريكا الإسبانية). ولكن في المستعمرات الإنجليزية، لم يكن الأمر مريحاً على الإطلاق: "لا تستخدم الرمان بطريقة غير مضيافة، أيها الغريب الذي جاء من بعيد ليقدم احتراماته لك"، هذا ما كتبه الإنجليزي الكويكري بيتر كولينسون إلى عالم النبات جون بارترام ‏ في فيلادلفيا عام 1762. "ازرعها بجانب منزلك، وثبتها بالقرب من الحائط. وبهذه الطريقة تزدهر بشكل رائع معنا، وتزهر بشكل جميل، وتؤتي ثمارها في هذا العام الحار. لدي أربعة وعشرون على شجرة واحدة... يقول الدكتور فوثرجيل ‏، من بين جميع الأشجار، هذه هي الأكثر فائدة للبشرية." 
أُدخل الرمان كنوع غريب إلى إنجلترا في القرن السابق، بواسطة جون تريدسكانت الأكبر ‏، ولكن خيبة الأمل من عدم إنتاجه للثمار هناك أدت إلى إدخاله بشكل متكرر إلى المستعمرات الأمريكية، وحتى إلى نيو إنجلاند. وقد نجح الأمر في الجنوب: فقد تلقى بارترام برميلاً من الرمان والبرتقال من مراسل في تشارلستون، بولاية كارولاينا الجنوبية، في عام 1764. تناول جون بارترام الرمان "اللذيذ" مع نوبل جونز في مزرعة وورمسلو، بالقرب من سافانا، جورجيا، في سبتمبر 1765. قام توماس جيفرسون بزراعة الرمان في مونتيسيلو في عام 1771؛ وقد حصل عليه من جورج وايث من ويليامسبورج. 

## الأستهلاك

### الطهي
يمكن أن يكون عصير الرمان حلوًا أو حامضًا ، ولكن معظم الفواكه معتدلة الطعم، مع نكهات حامضة من الإيلاجيتانين الحمضية الموجودة في العصير.  لقد كان عصير الرمان منذ فترة طويلة مشروبًا شائعًا في أوروبا والشرق الأوسط، ويُوزع في جميع أنحاء العالم.  ويستخدم عصير الرمان أيضًا كمكوّن في الطبخ. وفي سوريا يضاف عصير الرمان لتكثيف نكهة بعض الأطباق مثل الكبة السفرجلية.
قبل وصول الطماطم (فاكهة العالم الجديد) إلى الشرق الأوسط، كان عصير الرمان، ودبس الرمان والخل مستخدمين على نطاق واسع في العديد من الأطعمة الإيرانية؛ ولا يزال هذا الخليط موجودًا في الوصفات التقليدية مثل الفسنجان، وهي صلصة سميكة مصنوعة من عصير الرمان والجوز المطحون، وعادة ما توضع على البط، أو الدواجن الأخرى، والأرز، وفي حساء الرمان. 
تُستخدم بذور الرمان كتوابل تُعرف باسم أنار دانا (من الفارسية: أنار + دانا، بمعنى رمان + بذرة)، وخاصة في المطبخ الهندي والباكستاني . يمكن الحصول على البذور المجففة الكاملة في كثير من الأحيان في الأسواق الهندية. تُفصل البذور عن اللب، وتُجفف لمدة 10-15 يومًا، وتُستخدم كعامل حمضي في تحضير الكتنية والكاري. كما يُستخدم نبات الأناردانا المطحون، مما يعطي نكهة أعمق في الأطباق ويمنع البذور من الالتصاق بالأسنان. تعتبر بذور صنف الرمان البري المعروف باسم دارو من جبال الهمالايا مصادر عالية الجودة لهذه التوابل.
تحتوي بذور الرمان المجففة، الموجودة في بعض أسواق الأطعمة الطبيعية المتخصصة، على بعض الماء المتجمع، مما يحافظ على نكهتها الحلوة والحامضة الطبيعية. يمكن استخدام البذور المجففة في العديد من التطبيقات الطهوية، مثل مزيج المكسرات ‏، أو ألواح الجرانولا، أو كإضافة للسلطة، أو الزبادي، أو الآيس كريم.
في تركيا تُستخدم صلصة الرمان كصلصة للسلطة، لتتبيل اللحوم، أو ببساطة لشربه مباشرة. تُستخدم بذور الرمان أيضًا
في السلطات وأحيانًا كزينة للحلويات مثل الكلج.  يستخدم شراب الرمان، المعروف أيضًا باسم دبس الرمان، في المحمرة ، وهي عبارة عن دهن من الفلفل الأحمر المحمص، والجوز، والثوم، وهي شائعة في سوريا وتركيا. 

في اليونان، يستخدم الرمان في العديد من الوصفات، بما في ذلك الكوليفوزومي، وهو مرق كريمي مصنوع من القمح المسلوق، والرمان، والزبيب ، وسلطة البقوليات بالقمح والرمان، وكباب لحم الضأن التقليدي في الشرق الأوسط مع دبس الرمان، ومخلل الباذنجان بالرمان، وصلصة الأفوكادو والرمان.

## الرمزية
وردت فاكهة الرمان في القرأن الكريم في عدة مواضع وهي من فواكه الجنه في قوله تعالى (فِيهِمَا فَاكِهَةٌ وَنَخْلٌ وَرُمَّانٌ)«الرحمن_55» كما وردت فاكهة الرمان في رواية الفيلسوف والأديب الإنجليزي أوسكار وايلد «بيت الرمان» كرمز لجمع شتات المختلف في عنصر واحد، وأيضا ذكرت فاكهة الرمان في رواية الكاتب العراقي سنان أنطون وحدها شجرة الرمان كرمز للموت والخطيئة. ويمكن المقاربة بين رمزية فاكهة «الرمان» مع رمزية فاكهة «التفاح» والتي ترمز إلى «الخطيئة الأولى» تلك التي أخرجت الإنسان من جنة عدن إلى عالم مليء بالشر والمؤامرات؛ فمفردة الرمان تعني باللغة اللاتينية «تفاحة تحتوي على العديد من البذور»؛ فوايلد يعتقد أن من هاوية العالم السفلي يأتي الانبعاث الروحي ويمنح وايلد الشخص التائب منزلة أعلى من القديس الذي لم يقترف الخطيئة إذ يقول: «كل قديس لهُ ماض، وكل مذنب لهُ مستقبل (في إدراك ذاته)» ولذلك تجد جميع شخصيات وايلد بعد الوصول إلى درجة القداسة من خلال الألم والمعاناة قد التحقوا بمملكة الرب.

## محتويات
في داخل الرمان هنالك 12 جمل أي خانة وفي داخل كل جملة ما يقارب 30-31 حبة حمراء اللون.
يمكن ان تحتوي ثمرة الرمان الواحدة من 200 إلى 1400 بذرة بداخلها.

## قشور الرمان
تحوي قشور الرمان الجلدية، على مادة ملونة دابغة استخدمت للصباغة منذ مئات السنين بسب احتوائها على مادة قاعدية مميزة تعرف باسم التانين (بالإنجليزية: Tannins)‏ التي تعرف في العربية أيضاً باسم العفص ؛ وهي مادة داكنة اللون استعملت في الماضي وما زالت تستعمل حتى الآن في دباغة الجلود . كذلك تستعمل كمادة صبغية سوداء اللون في صباغة الحرير.

## المعلومات الغذائية عن شراب الرمان
تتكون الكمية الصالحة للأكل من الرمان الخام من 78% ماء، و19% كربوهيدرات ، و2% بروتين ، و1% دهون (الجدول). أ 100 غ (3.5 أونصة)توفر حصة من بذور الرمان 12% من القيمة اليومية لفيتامين سي ، و16% من القيمة اليومية لفيتامين ك ، و10% من القيمة اليومية لحمض الفوليك (الجدول)، في حين أن البذور هي مصدر غني بالألياف الغذائية (20% من القيمة اليومية). 
يحتوي كل كوب من شراب الرمان (250 مل) بحسب موقع شهية، على المعلومات الغذائية التالية:
- السعرات الحرارية: 103 سعرة
- الدهون: 0
- الدهون المشبعة: 0
- الكوليسترول: 0
- الكاربوهيدرات: 26
- البروتينات: 0

كما يعتبر شراب الرمان مضاد أكسدة في الجسم.

## استخدامات الرمان في الطب التقليدي والشعبي
أمراض الجهاز الهضمي:
الإسهال والمغص المعوي والتهابات القولون وعسر الهضم والطفيليات المعوية وعلى الأخص الديدان الشريطية.
أمراض الأجهزة التناسلية:
التهابات الجهاز التناسلي والإفرازات البيضاء وفرط الطمث.
أمراض الجلد والأنسجة الرخوة:
تستخدم القشرة كدهان خارجي في حالات التهابات الجلد التحسسية - حب الشباب والتهابات الثدي.
أمراض الجهاز العصبي:
الشلل والصداع والهيستريا
حالات الشرج الجراحية:
البواسير وسقوط المستقيم
أمراض العين والأذن:
آلام الأذن وضعف الإبصار
أمراض الفم والأسنان:
التهابات اللثة وآلام الأسنان
فعاليته كعنصر مضاد للأكسدة:
يحتوي الرمان على عناصر ذات فعالية عالية كمضادات للأكسدة (التي تعمل على الحفاظ على صحة الخلية الإنسانية وتقاوم الأمراض). مثل مركبات البولي فينول القابلة للذوبان soluble Polyphenol compounds

## الاستخدامات الطبية الحديثة للرمان
على الرغم من البيانات البحثية المحدودة، استخدم المصنعون والمسوقون لعصير الرمان نتائج الأبحاث الأولية بحرية للترويج للمنتجات في فبراير 2010، أصدرت إدارة الغذاء والدواء الأمريكية رسالة تحذير إلى أحد هذه الشركات المصنعة، POM Wonderful، لاستخدام الأدبيات المنشورة لتقديم ادعاءات غير قانونية حول تأثيرات غير مثبتة مضادة للأمراض.
في مايو 2016، أعلنت لجنة التجارة الفيدرالية الأمريكية أن POM Wonderful لا يمكنها تقديم ادعاءات صحية في إعلاناتها، تلا ذلك حكم المحكمة العليا الأمريكية الذي رفض طلبًا من POM Wonderful لمراجعة حكم المحكمة، تأييد قرار لجنة التجارة الفيدرالية.

## معرض الصور

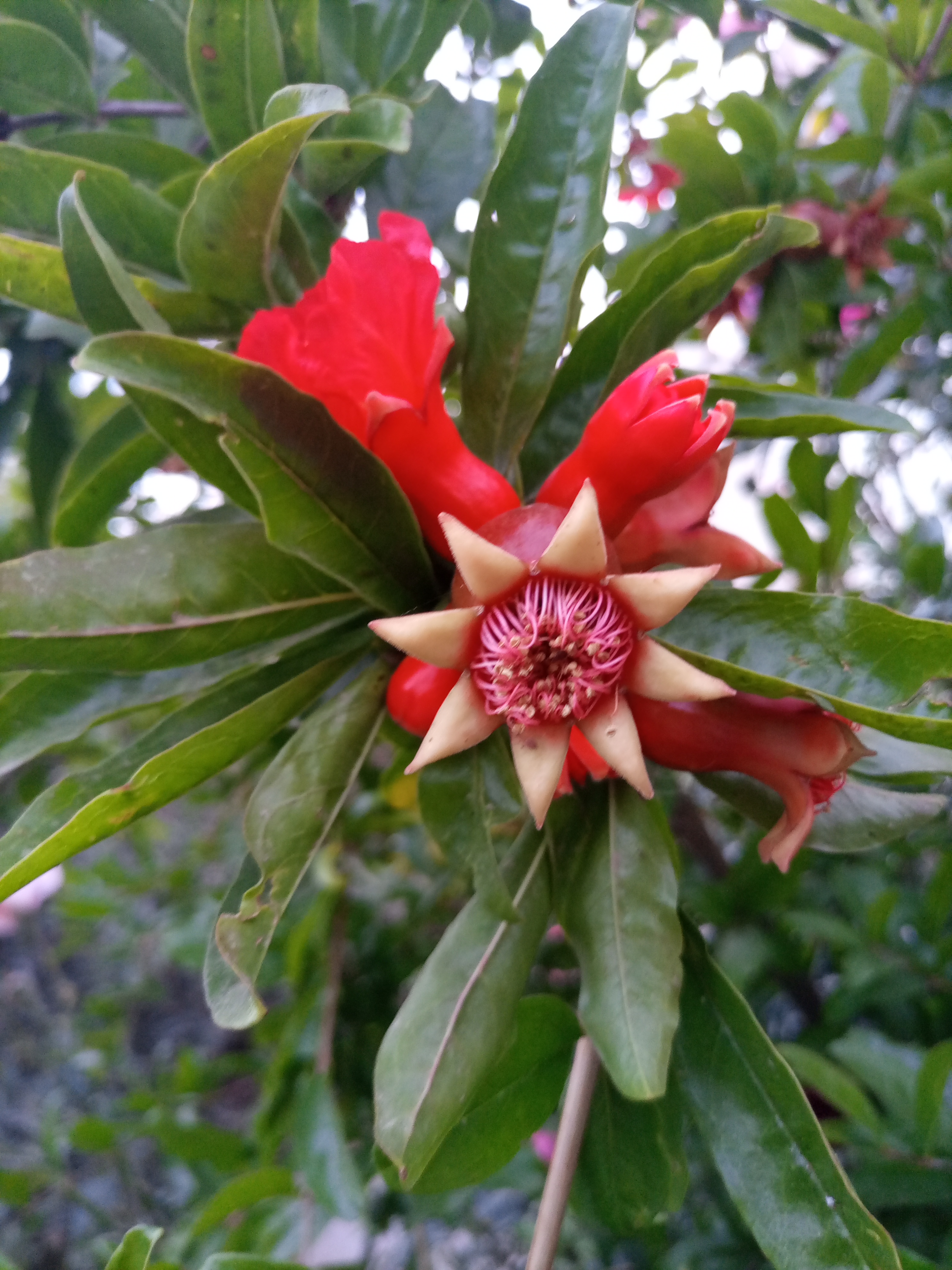
أزهار الرمان قبل التحول لثمرة الرمان
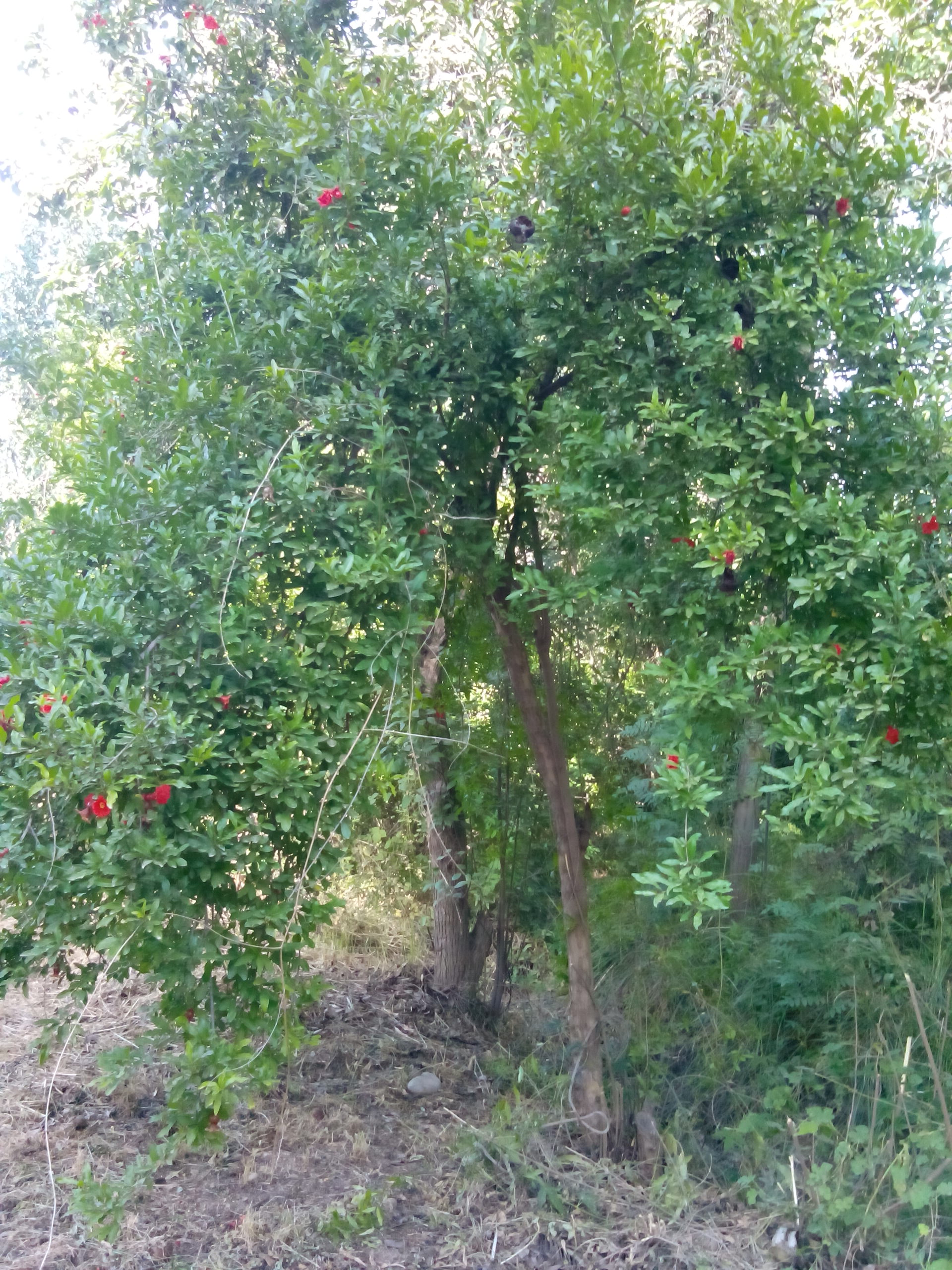
شجرة رمان تحمل ثمارا صغيرة في بستان بالعراق
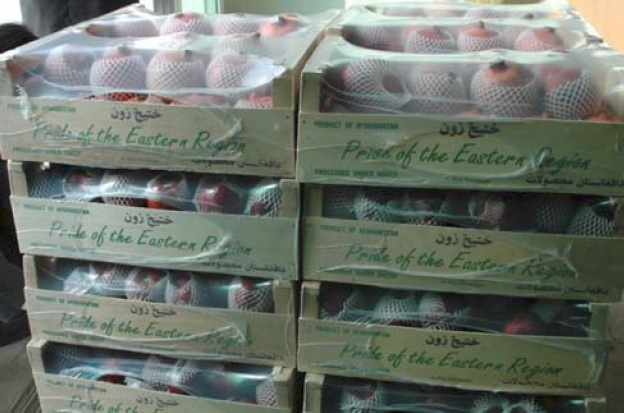
ثمار رمان من شرق أفغانستان معدة للتصدير إلى دبي
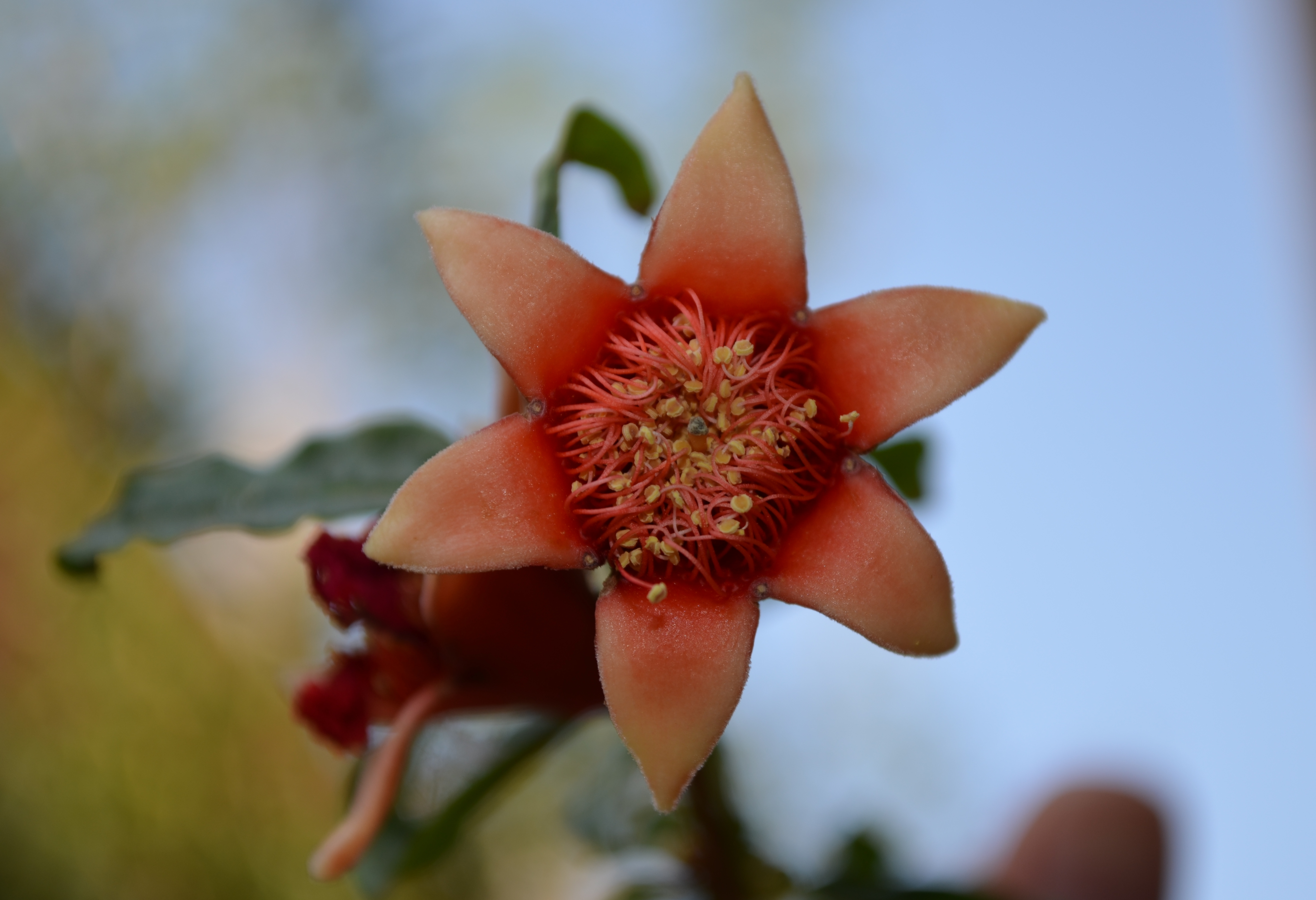
زهرة الرمان
شجرة رمان صغيرة
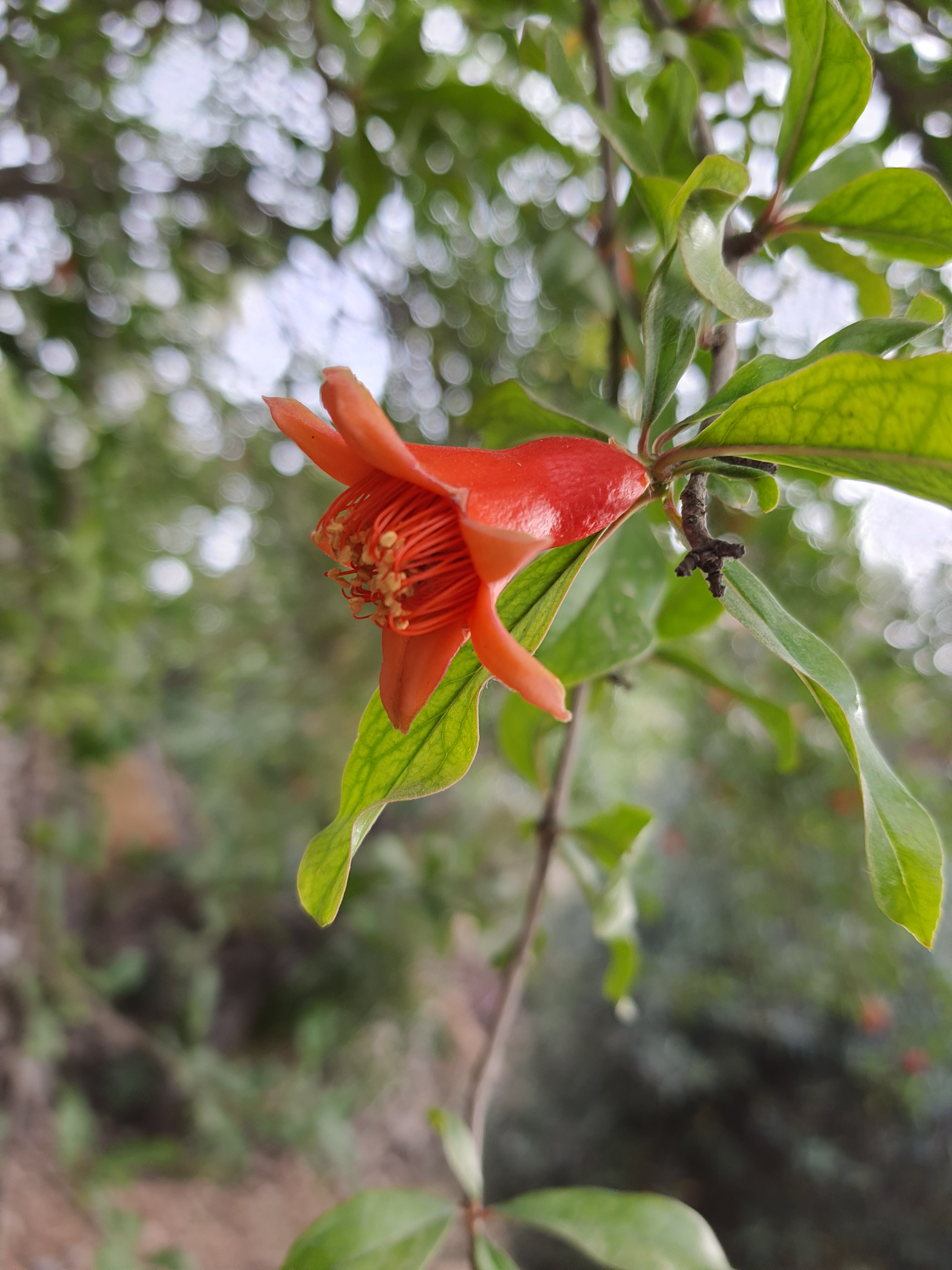
زهر شجرة الرمان الجميلة حيث تنتشر زراعة الرمان على أرض فلسطين